# Heinz Brendelberger
Heinz Brendelberger (* 1955 in Karlsruhe) ist ein deutscher Limnologe. 
Brendelberger studierte Limnologie, Zoologie, Biochemie und Bodenkunde an der Albert-Ludwigs-Universität Freiburg, der Universität Kiel und der Universität Köln. Seit 1999 ist er Professor für Limnologie und Zoologie an der Universität Kiel.
Seine Forschungsschwerpunkte sind die trophischen Interaktionen der Lebewesen im Wasserkörper (Plankton) und denen der Bodenzone (Benthos) stehender und fließender Gewässer.
Gemeinsam mit dem 2002 verstorbenen Jürgen Schwoerbel ist er Verfasser des Standardwerks Einführung in die Limnologie.